# 東京看護短期大学
東京看護短期大学（とうきょうかんごたんきだいがく）は、東京都世田谷区大蔵町151において1964年に設置計画があったものの開学しなかった日本の国立短期大学である。詳細は後述。

## 概要
- 東京都世田谷区において設置される予定のあった日本の国立短期大学。
- 国立の看護系短期大学モデル校の位置づけとして設置計画された教育機関であり、1963年の夏頃にその構想があった[注 1]。
- 当時、看護婦養成課程のある大学はおろか短期大学でさえもレアであり、各種学校が大半を占めており、よりクオリティーの高い看護婦が不足しているという問題があった。
- そこで、東京都世田谷区において、当時の国立大蔵病院に付設される形で、設置計画がなされていたのが東京看護短期大学である[4]。
- 国立大蔵病院、東京大学医学部附属病院、東京医科歯科大学病院を主たる実習施設として計画されていた[4]。
- 1963年9月、文部省[注釈 2]に設置認可の申請を行う[5]。
- しかし結局は開学にいたらなかった[注 2]ものの、1967年の大阪大学医療技術短期大学部を皮切りに、以後1992年度まで岐阜大学医療技術短期大学部まで23校もの国立の看護・医療系短期大学が設立されていくきっかけとなっていくのである[注 3]。

## 学科
- 看護学科 3年制、入学定員80名[注 4]